# Guillaume Hoarau
Pour les articles homonymes, voir Hoarau.
Guillaume Hoarau, né le 5 mars 1984 à Saint-Louis à La Réunion, est un footballeur international français qui évolue au poste d'attaquant.

## Biographie

### Débuts au Havre
Guillaume Hoarau commence le football à la Jeunesse Sportive Saint-Pierroise. Il se fait peu à peu connaître sur son île natale en marquant de nombreux buts dans les compétitions régionales. Bénéficiant d'un partenariat avec la Jeunesse Sportive Saint-Pierroise, le Havre AC repère Guillaume Hoarau et le fait signer en janvier 2004, à presque 20 ans. Quelques années auparavant, ce partenariat avait déjà permis au club normand de recruter Florent Sinama-Pongolle. Hoarau est titulaire du baccalauréat S.
Peinant à s'adapter à un climat plus rigoureux qu'à La Réunion, victime également d'une forte concurrence au sein de l'attaque havraise, Guillaume Hoarau vit alors des premiers mois difficiles en Normandie. En manque de temps de jeu, il est alors prêté à Gueugnon au cours de la saison 2006-2007. Ses bonnes prestations contribuent alors grandement au maintien en Ligue 2 du club bourguignon et lui procurent une notoriété grandissante dans le milieu du football français.
De retour en Normandie, Guillaume Hoarau se retrouve titulaire de l'attaque havraise pour la saison 2007-2008 et entame alors une impressionnante série de buts. Avec 28 buts, il termine meilleur buteur du championnat et contribue grandement à la montée de son club en Ligue 1. Bon finisseur, Guillaume Hoarau brille par son jeu de tête, bien aidé en cela par sa grande taille. Ses performances suscitent la convoitise de plusieurs clubs français et notamment du Paris Saint-Germain.

### Paris SG

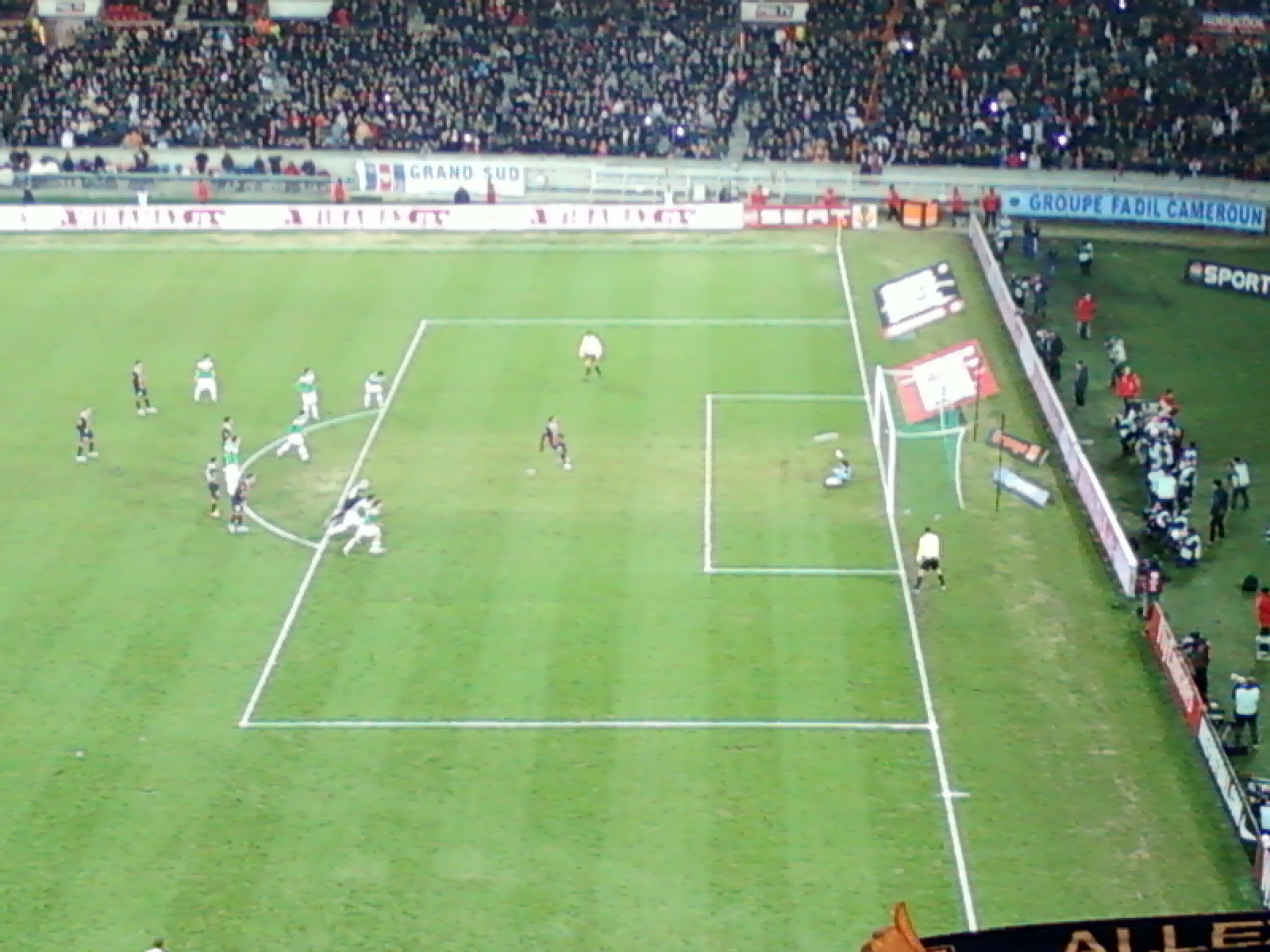
Penalty de Guillaume Hoarau contre l'Athletic Bilbao au Parc des Princes le 14 décembre 2011.

Le 18 janvier 2008, il signe avec le PSG un contrat de quatre ans et demi. Désirant terminer la saison 2007-2008 en Normandie, Guillaume Hoarau obtient d'être aussitôt prêté au Havre. Comme Guillaume Hoarau arrivait en fin de contrat à l'issue de la saison de 2007-2008, le club normand ne pouvait prétendre à aucune indemnité de transfert. Guillaume Hoarau choisit de reverser à son club l'indemnité de transfert versée par le Paris Saint-Germain, d'un montant de l'ordre de 500 000 €. Le 2 juillet 2008, Guillaume Hoarau reçoit son numéro 9 fétiche qu'il portait déjà au Havre, avec la lourde responsabilité de succéder à Pedro Miguel Pauleta, le meilleur buteur de l'histoire du club parisien prenant sa retraite.
Il inscrit son tout premier but en Ligue 1 lors de la 2e journée, le 16 août 2008, au Parc des Princes face à Bordeaux, un but décisif qui permet à son nouveau club de lancer sa saison. Il est élu meilleur joueur de Ligue 1 d'octobre. Hoarau marque un doublé lors de son premier classique OM-PSG (victoire de Paris 4 à 2) au Stade Vélodrome.
Le PSG lui permet également de connaître sa première aventure en coupe d'Europe grâce à la Coupe de l'UEFA où il atteint les quarts de finale. Il est convoqué pour la première fois en équipe de France de football le 23 mars 2009 à la suite du forfait de Nicolas Anelka, mais ne joue pas. Il termine sa première saison en Ligue 1 deuxième meilleur buteur du championnat avec 17 buts, ex æquo avec le Lyonnais Karim Benzema.
Sa saison 2009-2010 est plus compliquée que sa première au sein du club parisien. En effet, de nombreuses blessures vont le tenir éloigné des terrains une bonne partie de la saison. Cependant, le 1er mai 2010, il offre la huitième coupe de France au PSG en marquant le but de la victoire lors de la prolongation face à l'AS Monaco et entre officiellement dans l'histoire du club.
Ses bonnes prestations attirent des clubs étrangers comme Schalke 04 et Fenerbahçe, mais le club parisien s'oppose au départ de l'attaquant réunionnais qui commence la saison 2010-2011 sous le maillot parisien. Le 5 août 2010, il est convoqué, au même titre que son partenaire de club Mamadou Sakho, en équipe de France pour affronter la Norvège en match amical ainsi que pour les matchs de qualifications pour l'Euro 2012. Il prend part à la bonne première partie de saison du PSG lors de la saison 2010-2011 qui termine vice-champion d'automne, en inscrivant 10 buts et en donnant 6 passes décisives, qualifiant notamment le PSG en 1/16e de finale de la Ligue Europa en réalisant un doublé face au FC Séville au Parc des Princes. Le 2 février 2011, à l'occasion du huitième de finale de Coupe de France opposant le PSG à Martigues, il inscrit un triplé qui lui permet de rentrer dans le top 10 des meilleurs buteurs du club (à la neuvième position avec 44 buts) devant Nabatingue Toko et à égalité avec David Ginola. Lors de cette saison 2010-2011 il est sélectionné à cinq reprises en équipe de France, et débute quatre des matchs comme titulaire. Il ne marque cependant aucun but lors de ces matchs.
Le 25 février 2012, il est l'auteur de son premier doublé sous l'ère Ancelotti face à l'Olympique lyonnais (4-4), avec un but à la dernière minute. Il marque ainsi son 52e but sous les couleurs du PSG et par la même occasion délivre sa 24e passe décisive. Le 6 novembre 2012 au Parc, il marque son premier but en Ligue des champions face au Dinamo Zagreb, dépassant ainsi George Weah au classement des buteurs du PSG avec 55 buts (victoire 4-0). Mais il ne joue que très peu de matches lors de la première moitié de la saison 2012-2013, du fait notamment de la concurrence importante en attaque avec les recrues du PSG version qatarie, telles qu'Ibrahimović et Lavezzi. Il marquera son 56e et dernier but avec le club le 3 novembre 2012 face à Saint-Étienne au Parc (défaite 1-2).

### Chine
En janvier 2013, il signe un contrat de trois saisons au Dalian Aerbin, club du championnat de Chine.

### Bordeaux
Le 6 janvier 2014, Guillaume Hoarau rejoint les Girondins de Bordeaux pour six mois. Il dispute son premier match avec Bordeaux, le 11 janvier 2014, en championnat contre Toulouse, en rentrant à la 66e minute de jeu, ne changeant rien au score : (0-1).
Le 25 février 2014, lors de la 24e journée de Ligue 1, il marque son premier but avec les Girondins de bordeaux et donne la victoire (3-2) face au FC Lorient.
Le président des Girondins de Bordeaux, Jean-Louis Triaud annonce en fin de saison que Guillaume Hoarau ne prolongera pas au club. Il affiche un bilan de 3 buts en championnat sous les couleurs girondines.

### BSC Young Boys

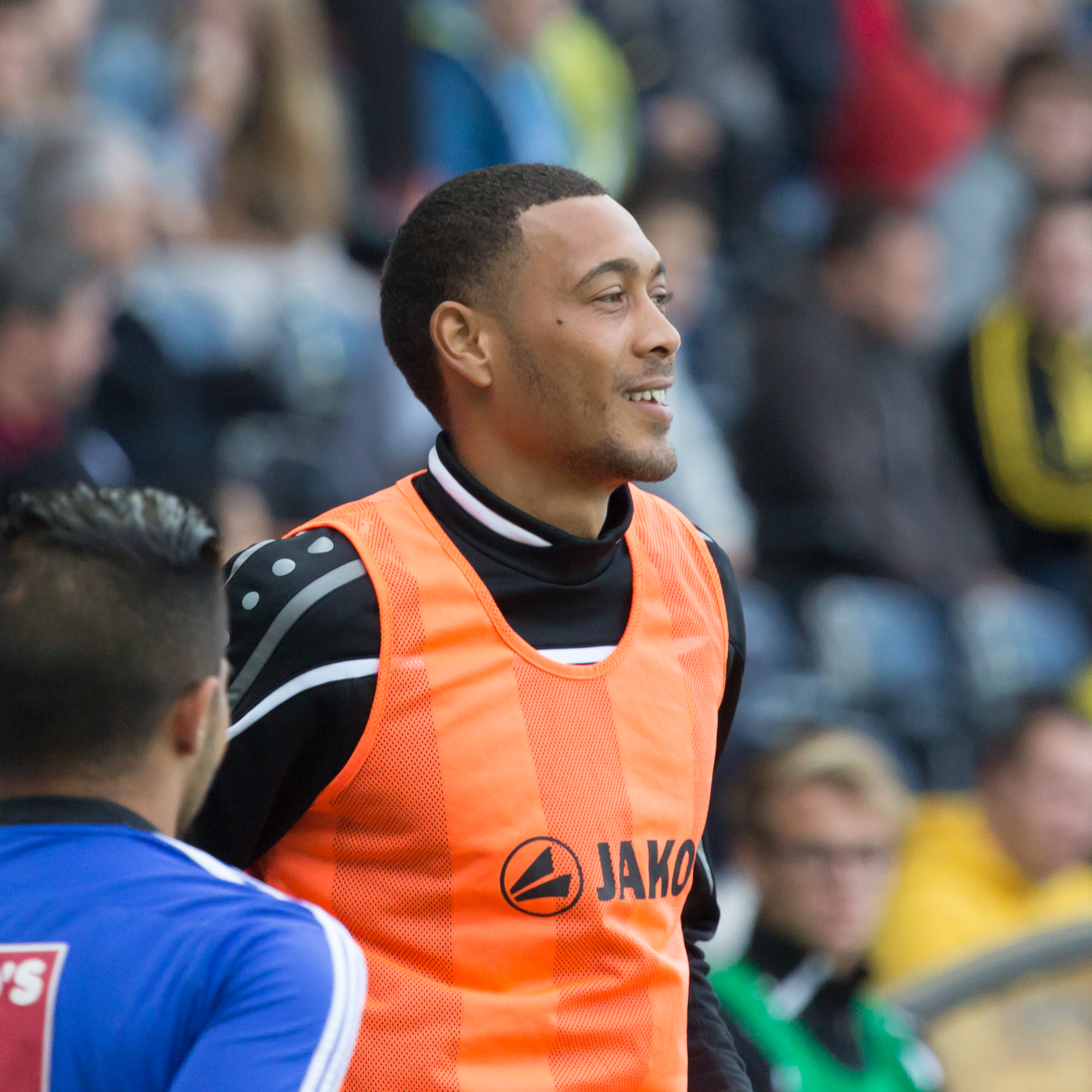
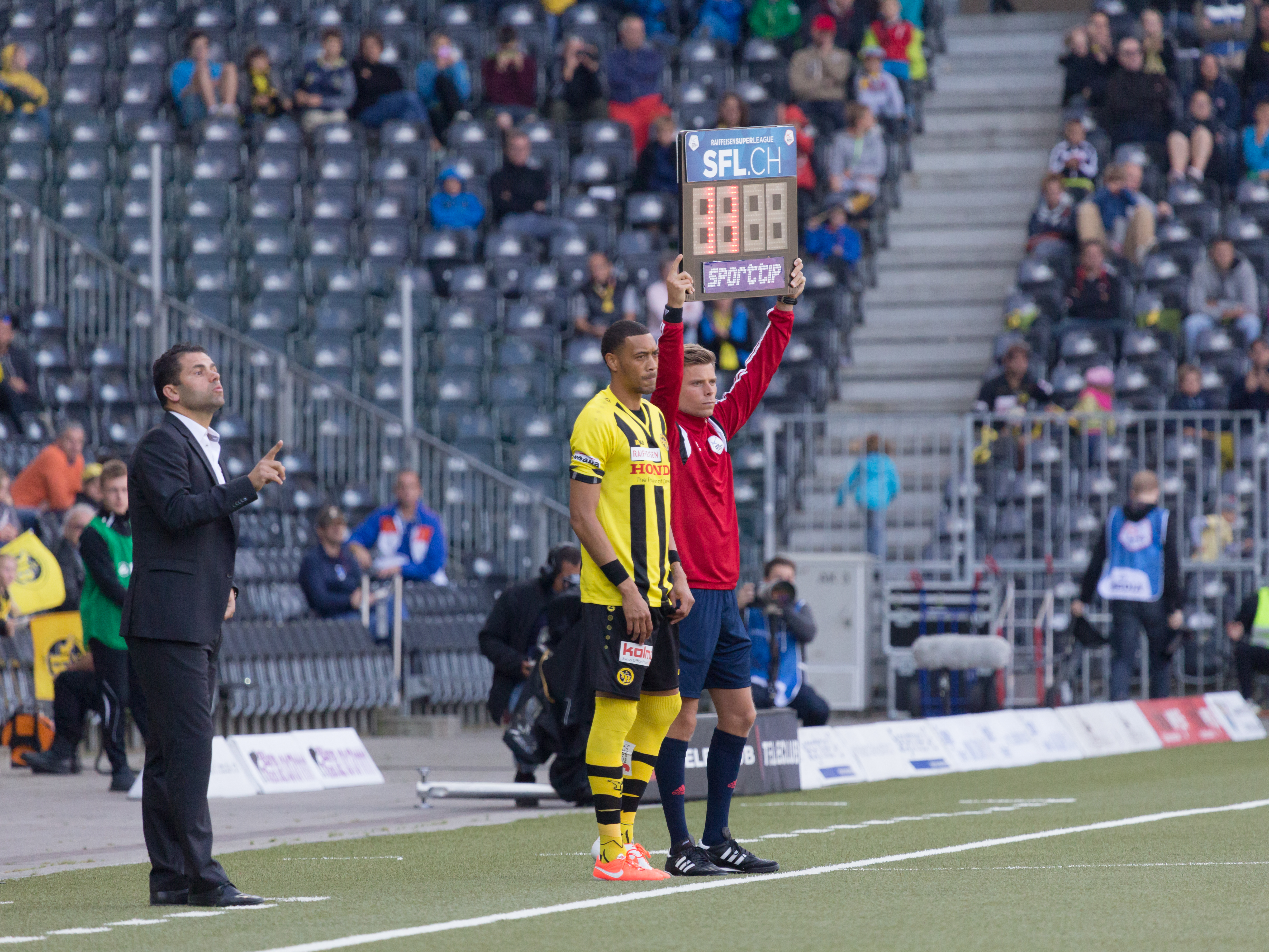
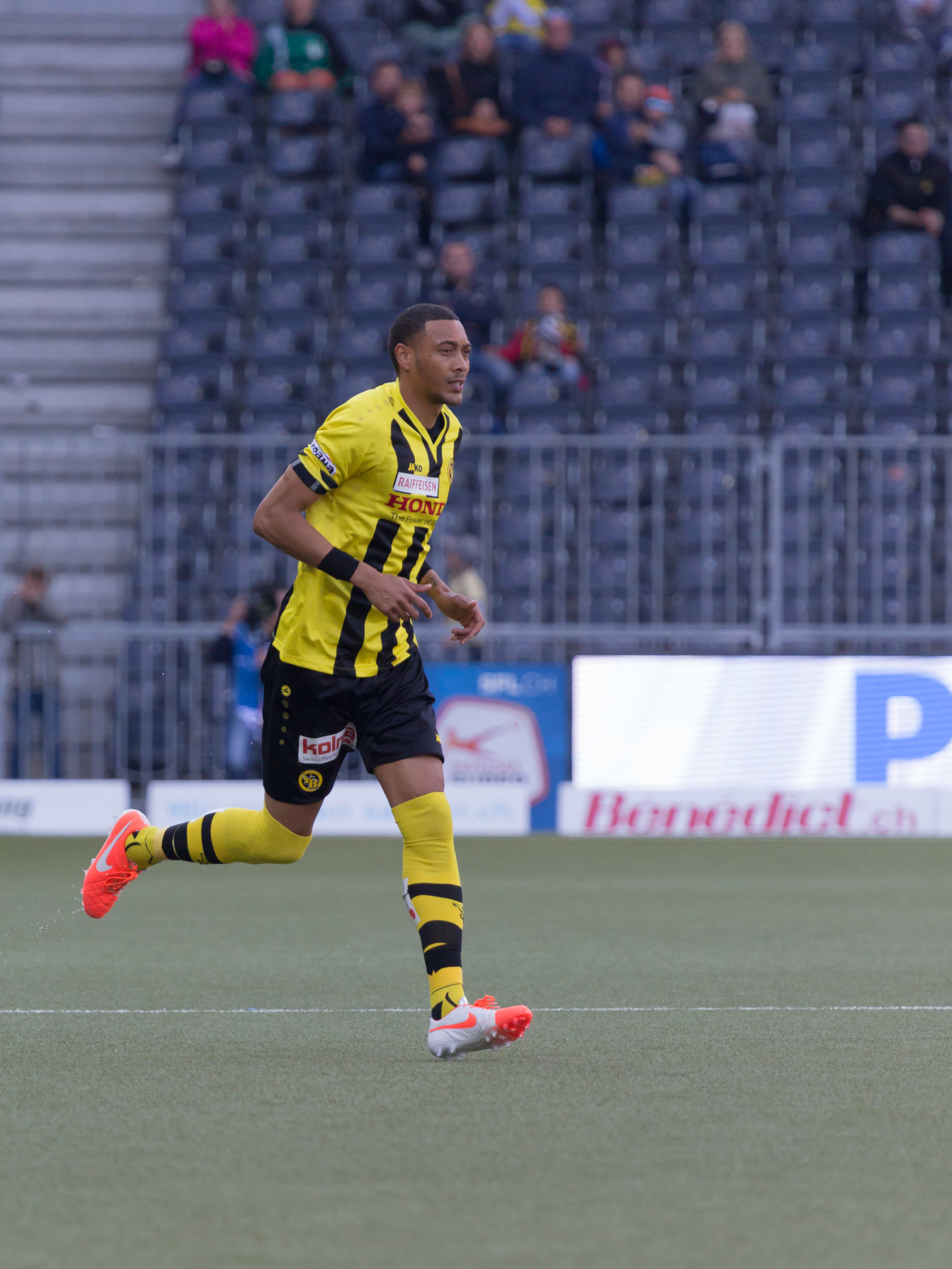
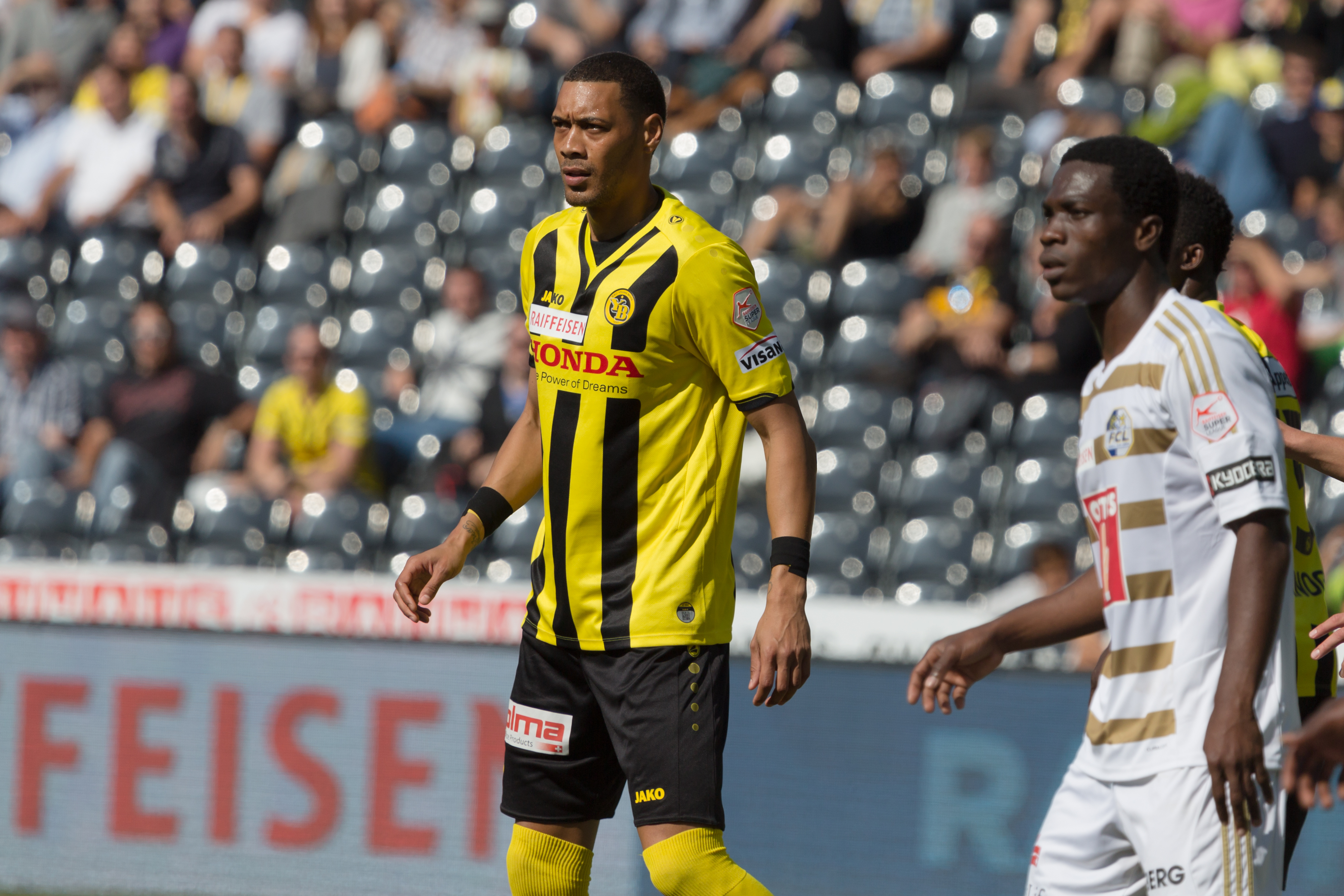
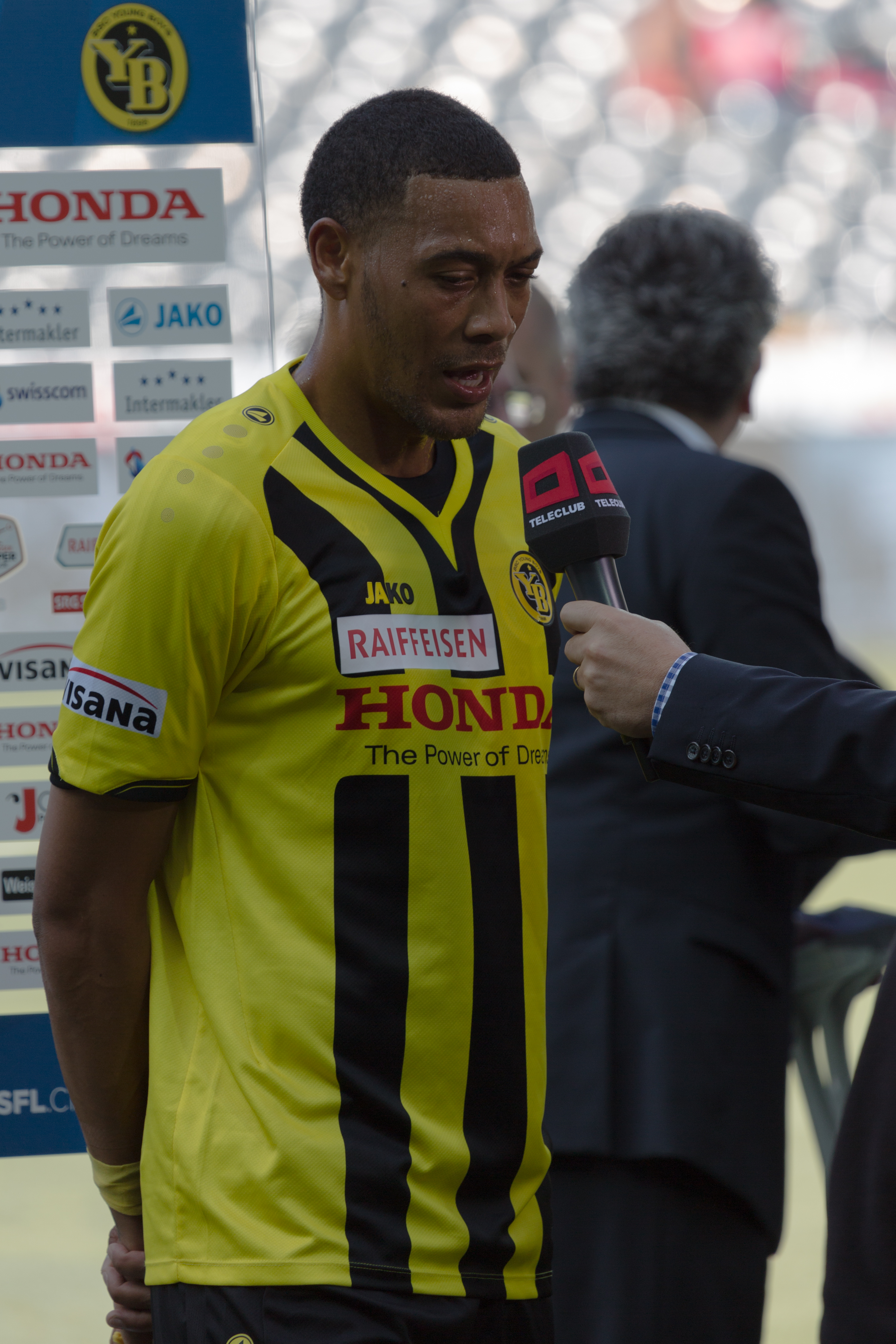

Libre de tout contrat depuis son escapade bordelaise, Hoarau signe au club suisse des Young Boys de Berne pour quatre mois, soit jusqu'à la fin de l'année 2014. Petit à petit, il s'impose dans le onze de son équipe, à tel point que son contrat est prolongé jusqu'en juin 2018. Hoarau a alors inscrit 6 buts en championnat. Pour la 23e journée de championnat, il marque un doublé contre le FC Sion (3-2), atteignant les 9 buts en Super League. De même, il devient un temps le deuxième meilleur buteur de la Ligue Europa avec 6 réalisations. Ainsi, il connait chez le club jaune et noir une véritable renaissance. Lors de la 24e journée, il marque un but en fin de rencontre contre le FC Aarau permettant d'obtenir le match nul (1-1). La journée suivante, il montre qu'il est présent dans le choc opposant les Young Boys au FC Zurich en inscrivant un doublé (3-0). Il s'agit alors de son troisième doublé en Super League. L'ancien joueur parisien continue sur son excellente lancée en marquant sur pénalty son 16e but pour le compte de la 31e journée face au FC Zurich. Il devient alors le deuxième meilleur buteur du championnat suisse.
Arrivé discrètement en Suisse, Guillaume Hoarau continue d'impressionner et de faire parler de lui grâce à ses excellentes performances. Il marque son 17e but à l'occasion d'une victoire face au FC Saint-Gall (3-1). Non seulement il consolide sa deuxième place parmi le classement des meilleurs buteurs de Super League mais il est également l'un des grands artisans des bonnes performances des Young Boys, qui se retrouvent 2e du championnat derrière le FC Bâle.
Le 28 août 2018, il marque un doublé en 2 minutes face au Dinamo Zagreb au match retour des barrages de la Ligue des champions 2018-2019 (Young Boys s'impose 2-1 sur la pelouse de Zagreb, score cumulé 3-2) permettant ainsi à son club de jouer pour la première fois de son histoire les phases de poule de la Ligue des champions.
Le 12 décembre 2018, il offre la victoire à son équipe en inscrivant un doublé face à la Juventus FC lors de la dernière journée de phase de groupe de la Ligue des champions (victoire 2-1).
Moins à son aise la saison suivante, Hoarau revient sur le devant de la scène le 26 janvier 2020 en inscrivant le but d'une victoire décisive contre Bâle. Un mois plus tard, il arrache le nul contre le FC Saint-Gall (leader ex æquo avec Berne).

### FC Sion
Le 18 septembre 2020, libre de tout contrat, il s'engage avec le Football Club de Sion.
Après une première saison convaincante avec 8 buts et 3 passes décisives en 24 rencontres, Hoarau prolonge son contrat d'une saison avec le club suisse, soit jusqu'à l'été 2022.

### Après-carrière
Sans club depuis le 1er juillet 2022, il annonce mettre un terme à sa carrière professionnelle le 29 août 2022 par le biais d'une publication sur le média social Instagram. L'ancien attaquant star continue cependant au plus haut niveau du football réunionnais au sein de la JS Saint-Pierroise, son club formateur. Le 23 octobre 2022, Guillaume remporte son premier trophée avec les Cigognes, en battant en finale de la Coupe de la Réunion, l'équipe du Trois-Bassins FC.
Il est directeur des sports pour la commune de L'Étang-Salé.
En août 2023, Hoarau signe au club amateur suisse du FC Muri-Gümligen qui évolue en 2e Ligue interrégionale, la cinquième division du pays. Il rejoint ce club en parallèle de ses activités de consultant.
Il devient consultant pour Canal + à partir d'octobre 2023.

## Statistiques

### Générales
| Saison                    | Club                      | Championnat               | Championnat | Championnat | Championnat | Coupe nationale | Coupe nationale | Coupe nationale | Coupe de la Ligue | Coupe de la Ligue | Coupe de la Ligue | Compétition(s) continentale(s) | Compétition(s) continentale(s) | Compétition(s) continentale(s) | Compétition(s) continentale(s) | Barrages | Barrages | Barrages | France | France | France | Total | Total | Total |
| Saison                    | Club                      | Division                  | M.          | B.          | P.d.        | M.              | B.              | P.d.            | M.                | B.                | P.d.              | Comp.                          | M.                             | B.                             | P.d.                           | M.       | B.       | P.d.     | M.     | B.     | P.d.   | M.    | B.    | P.d.  |
| 2002                      | JS Saint-Pierroise        | Régional 1                | 11          | 3           | -           | -               | -               | -               | -                 | -                 | -                 | -                              | -                              | -                              | -                              | -        | -        | -        | -      | -      | -      | 11    | 3     | 0     |
| 2003                      | JS Saint-Pierroise        | Régional 1                | 18          | 12          | -           | -               | -               | -               | -                 | -                 | -                 | -                              | -                              | -                              | -                              | -        | -        | -        | -      | -      | -      | 18    | 12    | 0     |
| Sous-total                | Sous-total                | Sous-total                | 29          | 15          | -           | -               | -               | -               | -                 | -                 | -                 | -                              | -                              | -                              | -                              | -        | -        | -        | -      | -      | -      | 29    | 15    | 0     |
| 2003-2004                 | Le Havre AC               | Ligue 2                   | 1           | 0           | 0           | -               | -               | -               | -                 | -                 | -                 | -                              | -                              | -                              | -                              | -        | -        | -        | -      | -      | -      | 1     | 0     | 0     |
| 2004-2005                 | Le Havre AC               | Ligue 2                   | 9           | 1           | 0           | 1               | 0               | 0               | 1                 | 0                 | 0                 | -                              | -                              | -                              | -                              | -        | -        | -        | -      | -      | -      | 11    | 1     | 0     |
| 2005-2006                 | Le Havre AC               | Ligue 2                   | 28          | 4           | 0           | 3               | 1               | 0               | 1                 | 0                 | 0                 | -                              | -                              | -                              | -                              | -        | -        | -        | -      | -      | -      | 32    | 5     | 0     |
| 2006-2007                 | Le Havre AC               | Ligue 2                   | 5           | 0           | 0           | -               | -               | -               | 1                 | 1                 | 0                 | -                              | -                              | -                              | -                              | -        | -        | -        | -      | -      | -      | 6     | 1     | 0     |
| 2006-2007                 | FC Gueugnon (prêt)        | Ligue 2                   | 21          | 8           | 1           | 2               | 1               | 0               | -                 | -                 | -                 | -                              | -                              | -                              | -                              | -        | -        | -        | -      | -      | -      | 23    | 9     | 1     |
| 2007-2008                 | Le Havre AC               | Ligue 2                   | 20          | 15          | 1           | 3               | 2               | 0               | 2                 | 1                 | 0                 | -                              | -                              | -                              | -                              | -        | -        | -        | -      | -      | -      | 25    | 18    | 1     |
| 2007-2008                 | Le Havre AC (prêt)        | Ligue 2                   | 18          | 13          | -           | -               | -               | -               | -                 | -                 | -                 | -                              | -                              | -                              | -                              | -        | -        | -        | -      | -      | -      | 18    | 13    | 0     |
| Sous-total Le Havre AC    | Sous-total Le Havre AC    | Sous-total Le Havre AC    | 81          | 33          | 1           | 7               | 3               | 0               | 5                 | 2                 | 0                 | -                              | -                              | -                              | -                              | -        | -        | -        | -      | -      | -      | 93    | 38    | 1     |
| 2008-2009                 | Paris SG                  | Ligue 1                   | 33          | 17          | 3           | 3               | 0               | 0               | 2                 | 0                 | 0                 | C3                             | 9                              | 3                              | 0                              | -        | -        | -        | -      | -      | -      | 47    | 20    | 3     |
| 2009-2010                 | Paris SG                  | Ligue 1                   | 22          | 6           | 2           | 5               | 2               | 0               | 1                 | 0                 | 0                 | -                              | -                              | -                              | -                              | -        | -        | -        | -      | -      | -      | 28    | 8     | 2     |
| 2010-2011                 | Paris SG                  | Ligue 1                   | 33          | 9           | 6           | 6               | 7               | 1               | 3                 | 0                 | 0                 | C3                             | 9                              | 4                              | 1                              | -        | -        | -        | 5      | 0      | 0      | 56    | 20    | 8     |
| 2011-2012                 | Paris SG                  | Ligue 1                   | 20          | 5           | 2           | 4               | 0               | 1               | -                 | -                 | -                 | C3                             | 2                              | 1                              | 0                              | -        | -        | -        | -      | -      | -      | 26    | 6     | 3     |
| 2012-2013                 | Paris SG                  | Ligue 1                   | 6           | 1           | 0           | -               | -               | -               | 1                 | 0                 | 0                 | C1                             | 2                              | 1                              | 0                              | -        | -        | -        | -      | -      | -      | 9     | 2     | 0     |
| Sous-total                | Sous-total                | Sous-total                | 114         | 38          | 13          | 18              | 9               | 2               | 7                 | 0                 | 0                 | -                              | 22                             | 9                              | 1                              | -        | -        | -        | 5      | 0      | 0      | 166   | 56    | 16    |
| 2013                      | Dalian Aerbin             | Super League              | 20          | 2           | 3           | 3               | 3               | 1               | -                 | -                 | -                 | -                              | -                              | -                              | -                              | -        | -        | -        | -      | -      | -      | 23    | 5     | 4     |
| 2013-2014                 | Girondins de Bordeaux     | Ligue 1                   | 16          | 3           | 0           | -               | -               | -               | 1                 | 0                 | 0                 | -                              | -                              | -                              | -                              | -        | -        | -        | -      | -      | -      | 17    | 3     | 0     |
| 2014-2015                 | BSC Young Boys            | Super League              | 28          | 17          | 4           | 1               | 0               | 0               | -                 | -                 | -                 | C3                             | 8                              | 6                              | 1                              | -        | -        | -        | -      | -      | -      | 37    | 23    | 5     |
| 2015-2016                 | BSC Young Boys            | Super League              | 22          | 18          | 9           | 0               | 0               | 0               | -                 | -                 | -                 | C3                             | 3                              | 0                              | 0                              | -        | -        | -        | -      | -      | -      | 25    | 18    | 9     |
| 2016-2017                 | BSC Young Boys            | Super League              | 21          | 18          | 5           | 2               | 2               | 1               | -                 | -                 | -                 | C1+C3                          | 3+4                            | 0+5                            | 1+0                            | -        | -        | -        | -      | -      | -      | 30    | 25    | 7     |
| 2017-2018                 | BSC Young Boys            | Super League              | 25          | 15          | 6           | 4               | 1               | 0               | -                 | -                 | -                 | C1+C3                          | 3+2                            | 1+1                            | 0                              | -        | -        | -        | -      | -      | -      | 34    | 18    | 6     |
| 2018-2019                 | BSC Young Boys            | Super League              | 28          | 24          | 7           | 3               | 1               | 0               | -                 | -                 | -                 | C1                             | 7                              | 5                              | 0                              | -        | -        | -        | -      | -      | -      | 38    | 30    | 7     |
| 2019-2020                 | BSC Young Boys            | Super League              | 17          | 2           | 0           | 2               | 1               | 0               | -                 | -                 | -                 | C1+C3                          | 2+3                            | 1+0                            | 0+0                            | -        | -        | -        | -      | -      | -      | 24    | 4     | 0     |
| Sous-total BSC Young Boys | Sous-total BSC Young Boys | Sous-total BSC Young Boys | 141         | 94          | 31          | 12              | 5               | 1               | -                 | -                 | -                 | -                              | 35                             | 19                             | 2                              | -        | -        | -        | -      | -      | -      | 188   | 118   | 34    |
| 2020-2021                 | FC Sion                   | Super League              | 22          | 6           | 3           | 1               | 1               | 0               | -                 | -                 | -                 | -                              | -                              | -                              | -                              | 2        | 2        | 0        | -      | -      | -      | 25    | 9     | 3     |
| 2021-2022                 | FC Sion                   | Super League              | 8           | 3           | 0           | 1               | 0               | 0               | -                 | -                 | -                 | -                              | -                              | -                              | -                              | -        | -        | -        | -      | -      | -      | 9     | 3     | 0     |
| Sous-total                | Sous-total                | Sous-total                | 30          | 9           | 3           | 2               | 1               | 0               | -                 | -                 | -                 | -                              | -                              | -                              | -                              | 2        | 2        | 0        | -      | -      | -      | 34    | 12    | 3     |
| 2022                      | JS Saint-Pierroise        | Régional 1                | 7           | 0           | -           | 1               | 0               | 0               | -                 | -                 | -                 | -                              | -                              | -                              | -                              | -        | -        | -        | -      | -      | -      | 8     | 0     | 0     |
| 2023-2024                 | FC Muri-Gümligen          | 2e Ligue interrégionale   | 8           | 4           | -           | -               | -               | -               | -                 | -                 | -                 | -                              | -                              | -                              | -                              | -        | -        | -        | -      | -      | -      | 8     | 4     | 0     |
| Total sur la carrière     | Total sur la carrière     | Total sur la carrière     | 467         | 206         | 52          | 45              | 22              | 4               | 13                | 2                 | 0                 | -                              | 57                             | 28                             | 3                              | 2        | 2        | 0        | 5      | 0      | 0      | 589   | 260   | 59    |

### Matchs internationaux
| Matchs internationaux de Guillaume Hoarau | Matchs internationaux de Guillaume Hoarau | Matchs internationaux de Guillaume Hoarau            | Matchs internationaux de Guillaume Hoarau | Matchs internationaux de Guillaume Hoarau | Matchs internationaux de Guillaume Hoarau | Matchs internationaux de Guillaume Hoarau                  |
| #                                         | Date                                      | Lieu                                                 | Adversaire                                | Résultat                                  | Compétition                               | Notes                                                      |
| ----------------------------------------- | ----------------------------------------- | ---------------------------------------------------- | ----------------------------------------- | ----------------------------------------- | ----------------------------------------- | ---------------------------------------------------------- |
| 1                                         | 11 août 2010                              | Ullevaal Stadion, Oslo, Norvège                      | Norvège                                   | D 1 - 2                                   | Match amical                              | Titulaire, remplacé par Karim Benzema à la 61e minute.     |
| 2                                         | 3 septembre 2010                          | Stade de France, Saint-Denis, France                 | Biélorussie                               | D 0 - 1                                   | Éliminatoires de l'Euro 2012              | Titulaire.                                                 |
| 3                                         | 3 septembre 2010                          | Stade Saint-Symphorien, Longeville-lès-Metz, France  | Luxembourg                                | V 2 - 0                                   | Éliminatoires de l'Euro 2012              | Titulaire, remplacé par Loïc Rémy à la 73e minute.         |
| 4                                         | 17 novembre 2010                          | Stade de Wembley, Londres, Angleterre                | Angleterre                                | V 2 - 1                                   | Match amical                              | Entre en jeu à la place de Yoann Gourcuff à la 85e minute. |
| 5                                         | 9 juin 2011                               | Stade du maréchal Józef Piłsudski, Varsovie, Pologne | Pologne                                   | V 1 - 0                                   | Match amical                              | Titulaire, remplacé par Kevin Gameiro à la 78e minute.     |

## Palmarès

### En club
Le Havre AC
- Champion de France de Division 2 en 2008

 Paris SG
- Vainqueur de la Coupe de France en 2010
- Champion de France en 2013
- Finaliste du Trophée des Champions en 2010
- Finaliste de la Coupe de France en 2011
- Vice-Champion de France en 2012

 Young Boys de Berne
- Champion de Suisse en 2018, en 2019 et en 2020
- Vainqueur de la Coupe de Suisse en 2020
- Vice-champion de Suisse en 2015, en 2016 et en 2017

 JS Saint-Pierroise
- Vainqueur de la Coupe de La Réunion en 2022

### EnÉquipe de La Réunion
- 3 sélections et 2 buts en 2003
- Finaliste des jeux des Iles de l'Océan Indien en 2003

### EnÉquipe de France
- 5 sélections entre 2010 et 2011

### Distinctions individuelles
- Meilleur buteur du Championnat de Suisse en 2019 (24 buts) avec les Young Boys de Berne
- Meilleur buteur du Championnat de France de Ligue 2 en 2008 (28 buts) avec Le Havre AC
- Élu meilleur joueur de Super League en 2016 avec les Young Boys de Berne (élu par les spécialistes et le public)
- Élu meilleur joueur de Ligue 2 en 2008 avec Le Havre AC
- Élu meilleur joueur de l'année de Ligue 2 en 2007 par France Football
- Élu joueur du mois UNFP de Ligue 1 en octobre 2008 et en février 2009 avec le Paris SG
- Membre de l'équipe-type de Ligue 1 en 2009 avec le Paris SG
- Membre de l'équipe-type de Super League en 2016 avec les Young Boys de Berne
- Membre de l'équipe-type de Ligue 2 en 2008 avec Le Havre AC
- Meilleur buteur des Young Boys de Berne en Coupes d'Europe (19 buts)
- Meilleur buteur de la coupe de France en 2010-2011

## Contrats publicitaires
Hoarau a signé un contrat avec Electronic Arts pour être présent sur la jaquette de la version française du jeu vidéo FIFA 10 aux côtés de Karim Benzema et de Steve Mandanda. C’est la première fois qu’un joueur du PSG fait la une d’un jeu vidéo de football.
Il a également été l'ambassadeur de la marque Peugeot à La Réunion pendant trois semaines.

## Carrière musicale
Passionné de musique, Guillaume Hoarau publie plusieurs chansons en 2020, dont Paname, en hommage à la ville de Paris et au club du Paris Saint-Germain, Ryink po ou (version créole de la chanson Parce que c'est toi d'Axelle Red), Volèr l'amour (version créole de La nuit je mens d'Alain Bashung) et Sodade de Cesária Évora en duo avec Nirina Rakotomavo (d) . La même année, il écrit Avan nous sava, avec la participation des artistes Samora, Kaf Malbar, Wizdom et DJ Mimi.
En janvier 2023, il sort Joli pays un duo avec Cassandre en hommage à son île natale qu'il a dû quitter jeune pour sa carrière.